# 粟野町
粟野町（あわのまち）は、栃木県にかつて存在した町である。鹿沼市への通勤率は19.5%（平成17年国勢調査）。2006年1月1日、隣接する鹿沼市に編入して廃止した。

## 地理
- 山：横根山、谷倉山、高谷山
- 河川：思川

## 歴史

### 沿革
- 1889年（明治22年）4月1日 - 粟野村、賀蘇尾村（がそおむら）、永野村（ながのむら）、清洲村（きよすむら）の4村が誕生。
- 1894年（明治27年）8月1日 - 賀蘇尾村が粕尾村（かすおむら）に改称。
- 1906年（明治39年）11月1日 - 粟野村が町制施行、粟野町となる。
- 1955年（昭和30年）1月8日 - 粟野町、粕尾村、永野村、清洲村が合併し、新しい粟野町誕生。
- 2006年（平成18年）1月1日 - 鹿沼市に編入され廃止。

## 行政
- 町長：湯澤隆夫（閉町時）

### 分町合併問題
旧粟野町は2006年1月1日に全域が鹿沼市に合併したが、かつてより永野川流域（旧永野村）は他の地区とは山地によって隔てられ、生活圏・経済圏などで永野川下流の栃木市との結びつきが強いことから、栃木市との合併を望む声も根強くあった。
このため、永野川流域の住民が栃木市との法定合併協議会設置を求める住民発議を起こしたが、栃木市が議会への付議をしなかったため発議は成立しなかった。
その後、2005年9月に永野川流域の住民による、栃木市への分町合併の是非を問う住民投票実施を求める陳情が町議会で採択された。これを受け、町では永野川流域の住民を対象に、同年11月13日に住民投票を実施したが、その結果、「栃木市への分町合併」賛成票が反対票を上回ったものの、住民投票条例で「地区の総意」とみなす有効投票の3分の2以上には達せず、分町合併は行われないこととなった。

## 姉妹都市

2004年、グランドフォークス市から粟野町に贈られたバッファロー像。口粟野の粟野総合運動公園に設置。

- アメリカ合衆国ノースダコタ州グランドフォークス市（1998年提携）

## 地域

### 町域
出典による（合併後は「鹿沼市○○○」）。
- 入粟野（いりあわの）
- 柏木（かしわぎ）
- 上粕尾（かみかすお）
- 上永野（かみながの）
- 北半田（きたはんだ）
- 口粟野（くちあわの）
- 久野（くの）
- 下粕尾（しもかすお）
- 下永野（しもながの）
- 中粟野（なかあわの）
- 中粕尾（なかかすお）
- 深程（ふかほど）

### 教育

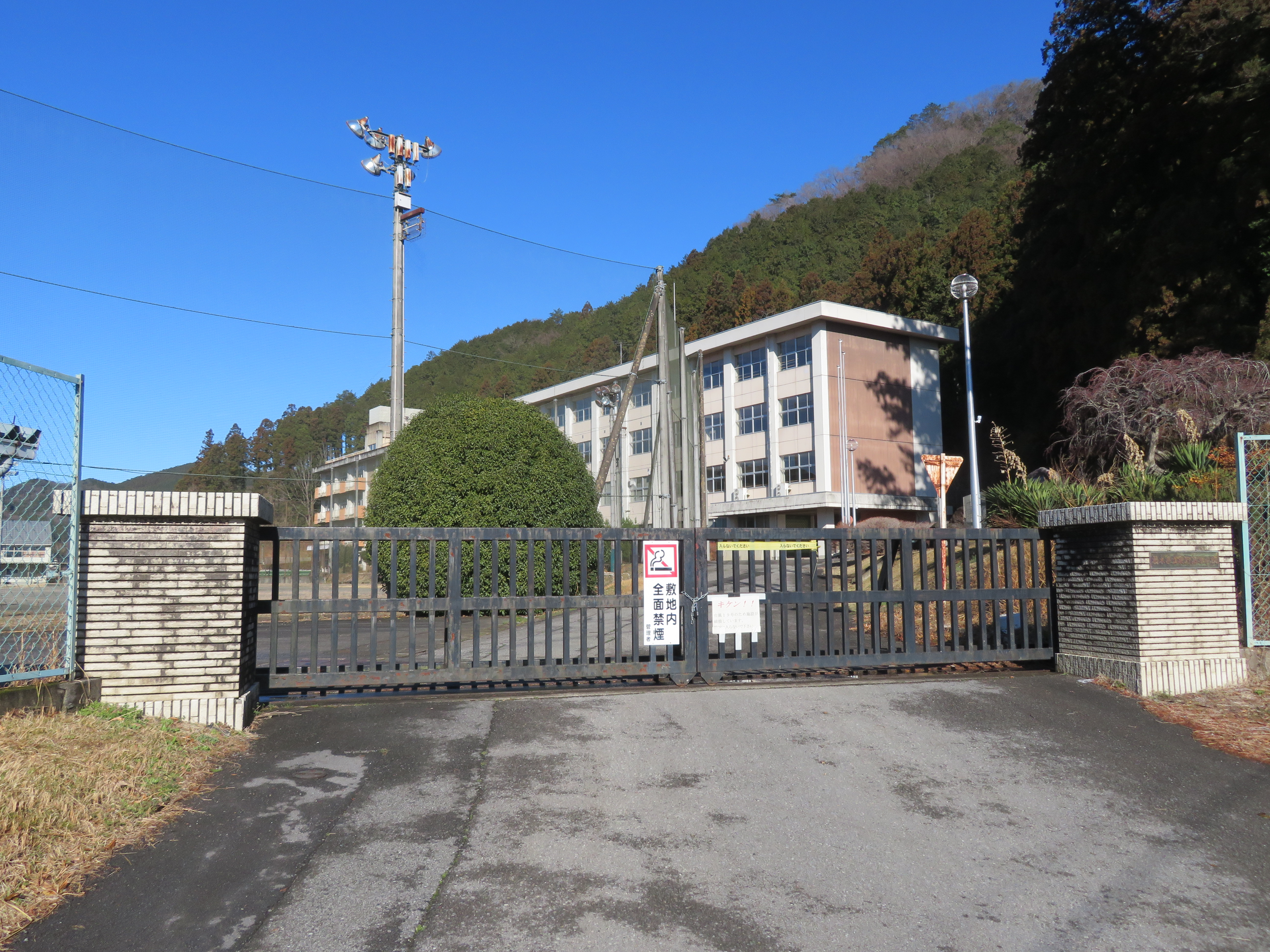
栃木県立粟野高等学校
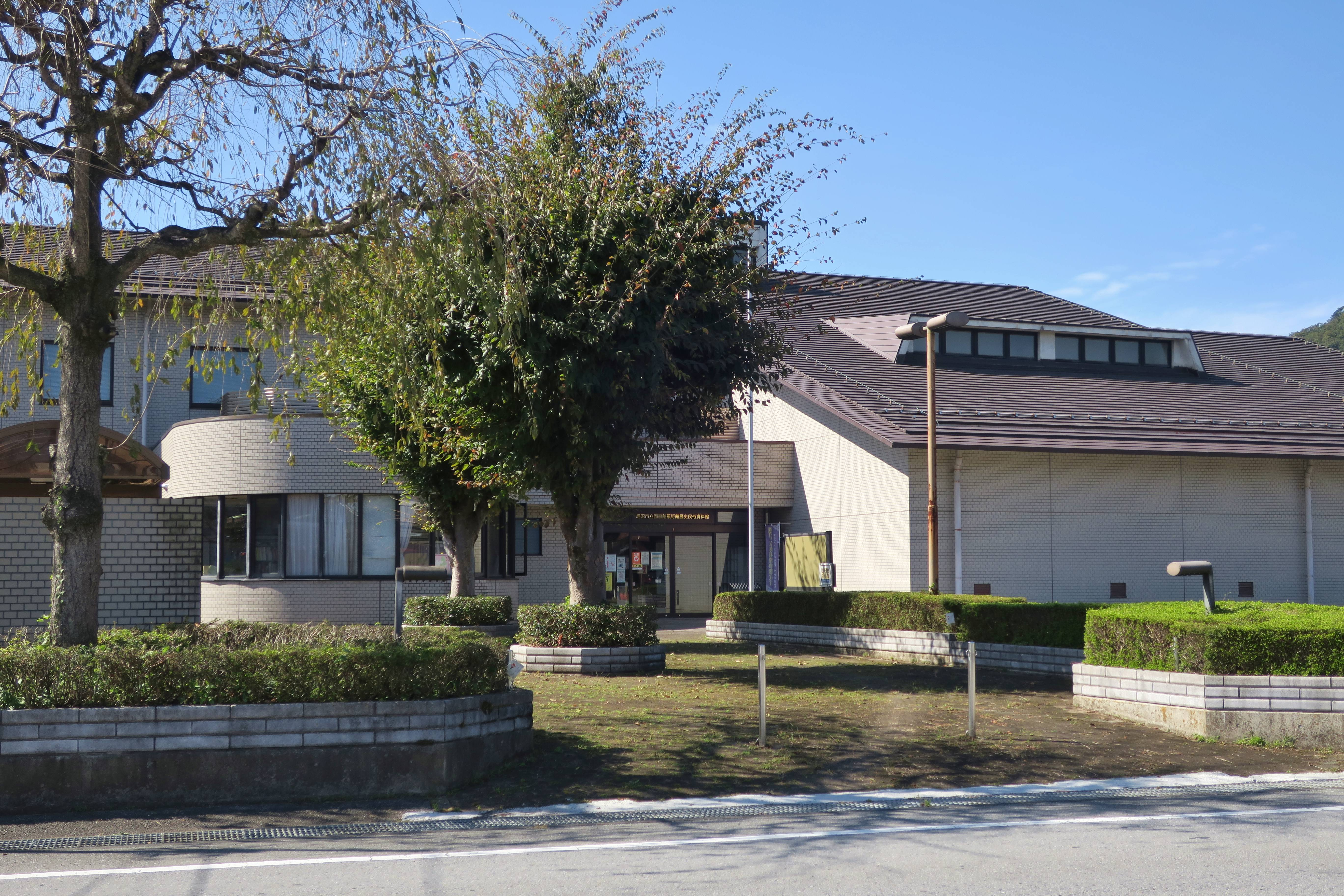
粟野町立図書館（歴史民俗資料館 併設）

（以下すべて現鹿沼市立）
- 粟野町立粟野中学校
- 粟野町立粟野第一小学校
- 粟野町立粟野第二小学校
- 粟野町立清洲第一小学校
- 粟野町立清洲第二小学校
- 粟野町立永野小学校
- 粟野町立粕尾小学校
- 粟野町立上粕尾小学校

- 粟野高校
- 図書館・歴史民俗資料館

## 交通

### 道路
- 県道（主要地方道）
  - 栃木県道15号鹿沼足尾線
  - 栃木県道32号栃木粕尾線

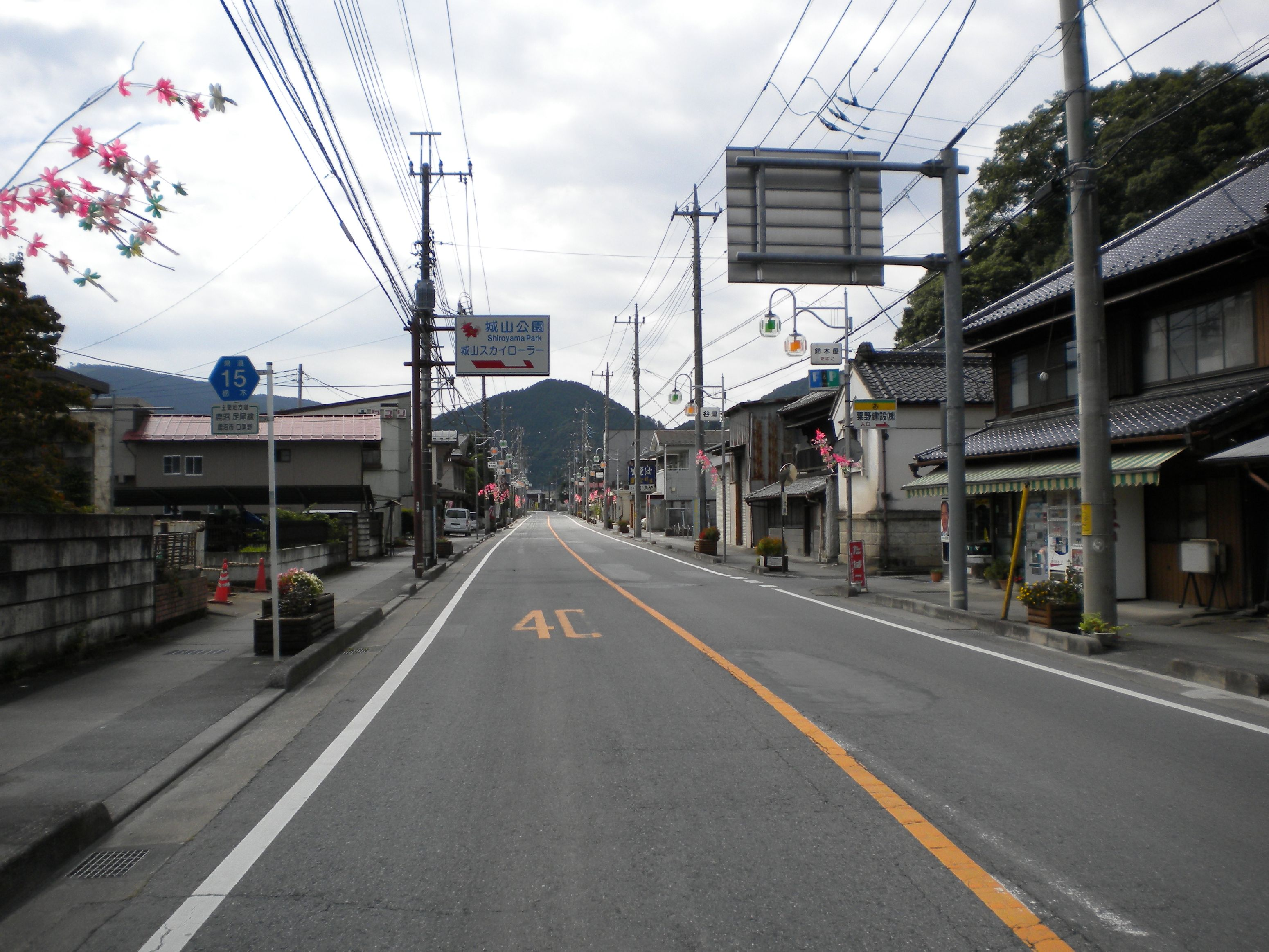
県道15号（口粟野）

その他、町域の東端部に東北自動車道が400mほど通過していた（休憩施設、インターチェンジ等施設は無し）。最寄りのインターチェンジは栃木インターチェンジである。

### 鉄道
鉄道は通っておらず、町役場の最寄り駅は東武鉄道樅山駅。

### バス
※鹿沼市と合併する前の路線を掲載。鹿沼市と合併後は、一部運行区間改定などを経て鹿沼市民バス「リーバス」として運行中。
- 一般路線バス（運行・関東自動車）
  - 口粟野車庫 - 久野 - 東武樅山駅 - 鹿沼営業所 - JR鹿沼駅
- 粟野町代替バス（運行受託・関東自動車）
  - 上粕尾山の神 - 馬置 - 中粕尾車庫 - 大越路 - 口粟野車庫 - 町営バス車庫
  - 馬置 - 中粕尾車庫 - 大越路 - 口粟野車庫 - 町営バス車庫
  - 入粟野上五月 - あわの山荘 - 小金沢 - 河原橋 - 町営バス車庫
  - 永野与州平 - 大畑 - 星野御嶽山入口 - 大越路 - 口粟野車庫 - 町営バス車庫
  - 永野与州平 - 大畑 - 星野御嶽山入口
  - 東武金崎駅 - 半田街道入口 - 清洲 - 久野 - 粟野町役場

合併までは「国道も鉄道もない市町村全国連絡会議」、通称「ないないサミット」に加盟していた。

## 名所・旧跡・観光スポット・祭事・催事

### 名所・旧跡・観光スポット

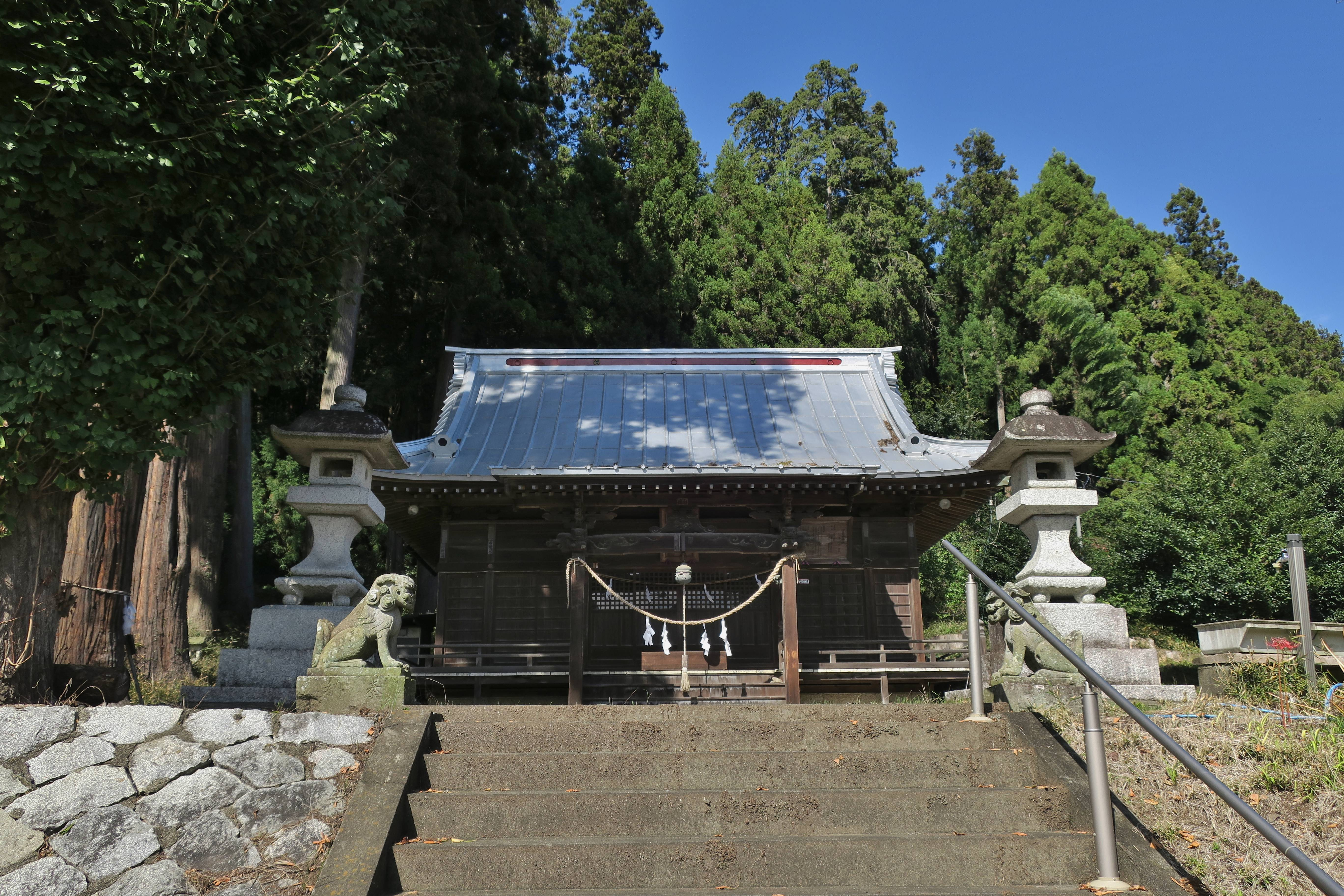
口粟野神社

- 御嶽山神社[3]
- 賀蘇山神社[3]
- 口粟野神社[4]
- 天満宮[4]
- 医王寺[3]
- 常楽寺[3]
- 井戸湿原[3]
- 百川渓谷[3]
- 城山公園[3]
- 前日光ハイランドロッジ[3]
- 前日光つつじの湯交流館[3]
- 花牧場あわの[3]
- 墨田区自然の村[3]
- 台東区自然の村[3]
- 旧粟野中学校校舎

### 祭事・催事
- 発光路強飯式（1月3日）[3]
- 録寺尊大祭（2月11日）[3]
- つつじまつり（4月下旬 - 5月上旬）[3]
- 医王寺花祭り（5月3日）[3]
- ふる里あわの夏祭り（8月15日）[3]
- 賀蘇山神社大祭（9月23日）[3]

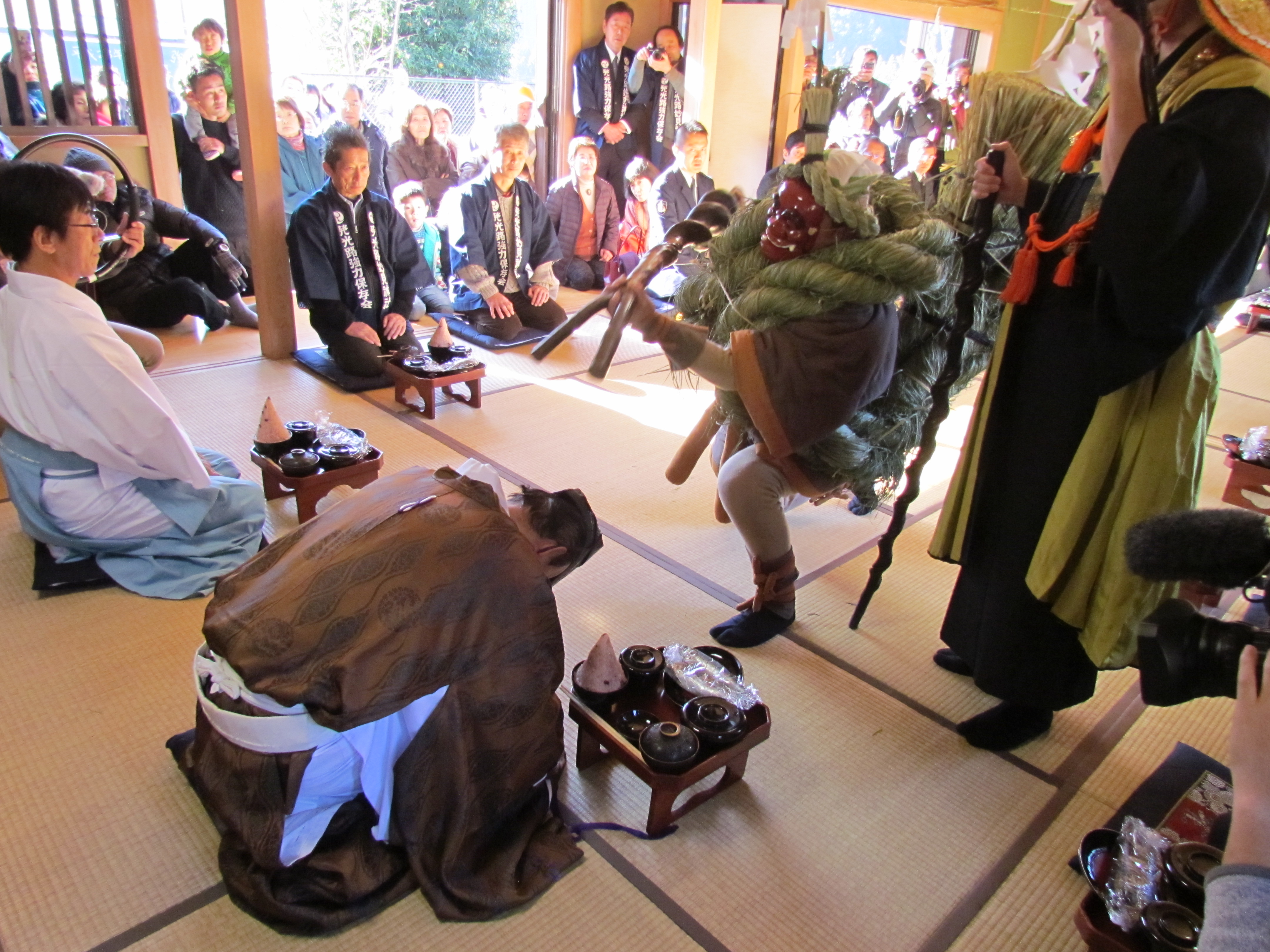
発光路の強飯式（2016年撮影）

- 口粟野神社大祭（10月第1土曜日 - 日曜日）[3]
- 尾出山神社大祭（10月10日）[3]
- 久野小松神社大祭（10月第3日曜日）[3]
- ふる里あわの秋祭り（11月中旬）[3]
- 御嶽山冬至星除祭り（12月22日）[3]

## 出身有名人
- 和久井秀俊（プロサッカーGnistan（フィンランド）選手、清洲第一小学校出身）
- ガッツ石松（元プロボクサー、タレント、清洲村・清洲第二小学校出身）
- 黒崎久志（黒崎比差支）（元プロサッカー選手・元日本代表）
- 若林学（栃木ウーヴァFC所属、現役プロサッカー選手）